# Cane da assistenza psichiatrica

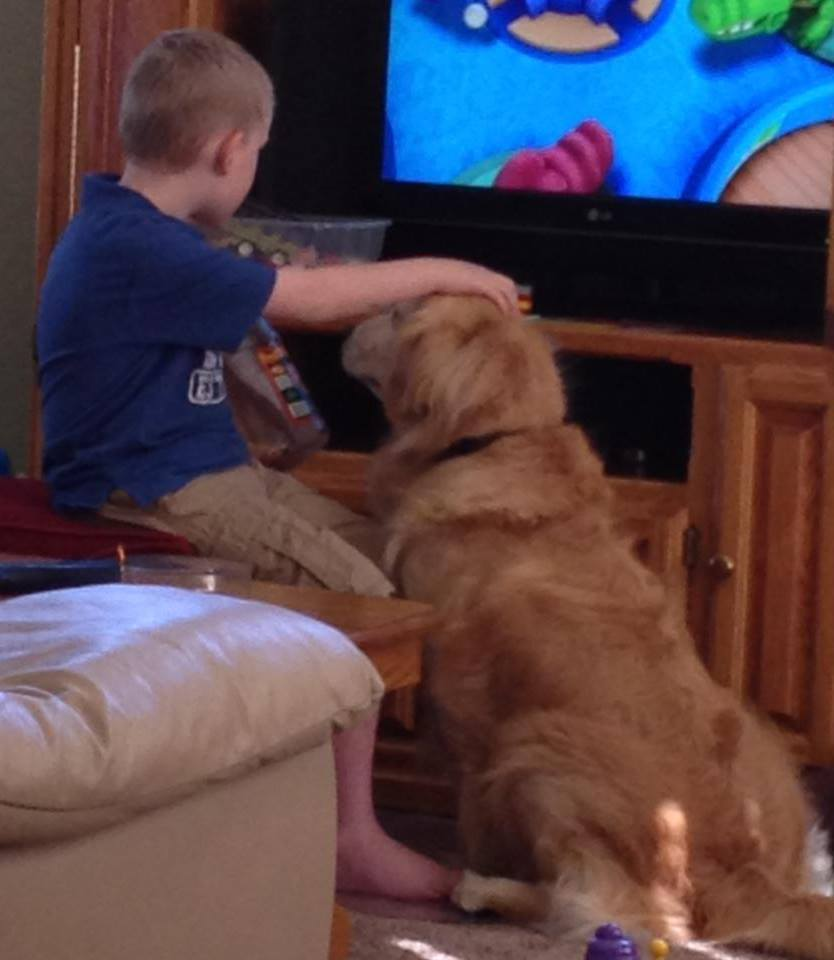
Un cane da assistenza incoraggia l'esteriorizzazione di un giovane ragazzo affetto da autismo.

Un cane da assistenza psichiatrica è uno specifico cane da assistenza addestrato ad assistere il portatore affetto da una disabilità psichica, come un disturbo post traumatico da stress, schizofrenia, depressione, ansia e disturbo bipolare.
Nonostante i cani da assistenza siano tradizionalmente impiegati per assistere pazienti affetti da disabilità come cecità, sordità o mobilità ridotta, esiste un ampio spettro di situazioni in cui un cane da assistenza può portare benefici al proprietario affetto da disabilità, come nel caso di disabilità psichiche.

## Addestramento

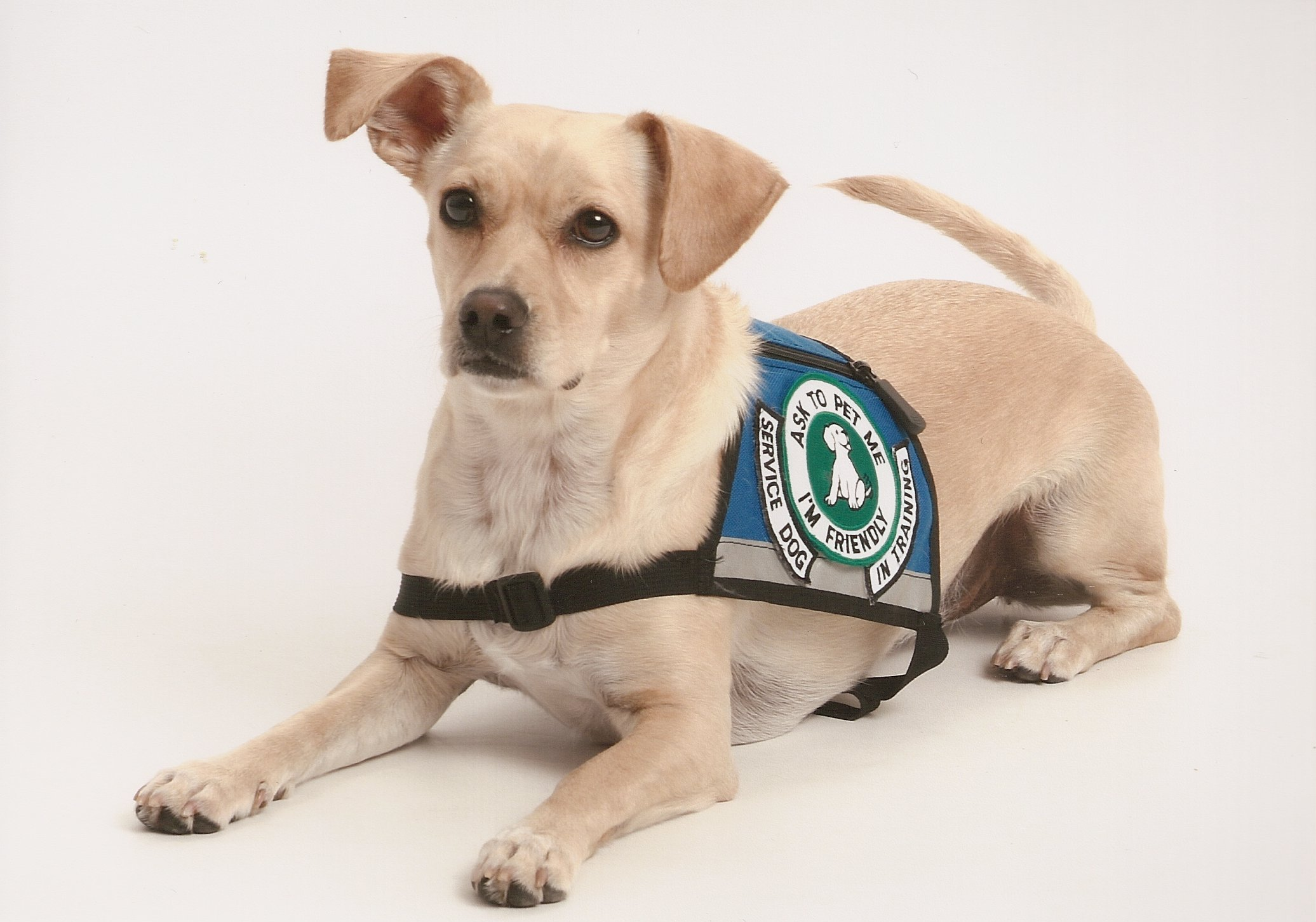
Un cane da assistenza psichiatrica in addestramento

Come tutti i cani da assistenza, un cane da assistenza psichiatrica è addestrato a effettuare compiti e azioni in modo da ridurre la disabilità del portatore. A seconda delle necessità, il cane può essere addestrato a: fornire informazioni sull'ambiente circostante (nei casi di paranoia o allucinazione), allontanare il portatore da situazioni potenzialmente stressanti, segnalare determinati comportamenti (in caso di atteggiamenti ripetitivi, dannosi o pericolosi), ricordare al portatore di assumere farmaci, recuperare oggetti, fungere da supporto e sostegno qualora il portatore riscontri spesso vertigini.
Un cane da assistenza psichiatrica può appartenere a qualsiasi razza o dimensione, purché adatto ad operare in un contesto pubblico. Spesso i cani da assistenza vengono addestrati da colui che ne diverrà il portatore, generalmente con il supporto di un operatore professionista, ma possono anche essere addestrati da centri specializzati e solo successivamente affiancati al portatore. Numerose organizzazioni del settore stanno sempre più sottolineando l'importanza dell'affiancamento di cani da assistenza a individui affetti da disabilità psichica; infatti, esistono addirittura associazioni specifiche atte ad assistere i portatori di cani da assistenza psichiatrica.

## Complicanze sociali
I soggetti accompagnati da cani da assistenza psichica devono spesso affrontare problematiche che non si presentano ad altri portatori di cani da assistenza. Mentre i cani guida per soggetti affetti da deficit visivi, uditivi e motori sono ben conosciuti ed accettati nella società odierna, lo stesso non si può dire per i cani da assistenza psichiatrica. In aggiunta, una persona affetta da disabilità psichica può apparire perfettamente sana agli occhi di un osservatore e, anche a causa della stigmatizzazione sociale della disabilità psichica, il portatore potrebbe essere riluttante a illustrare la propria condizione o il compito del cane. Inoltre, benché il cane possa appartenere a qualsiasi razza ed essere di qualsiasi dimensione in relazione ai compiti che deve svolgere, esiste un'opinione pubblica secondo cui tutti i cani da assistenza sono di media o grossa taglia e appartenenti ad alcune specifiche razze.